# Konstantínos Kaváfis

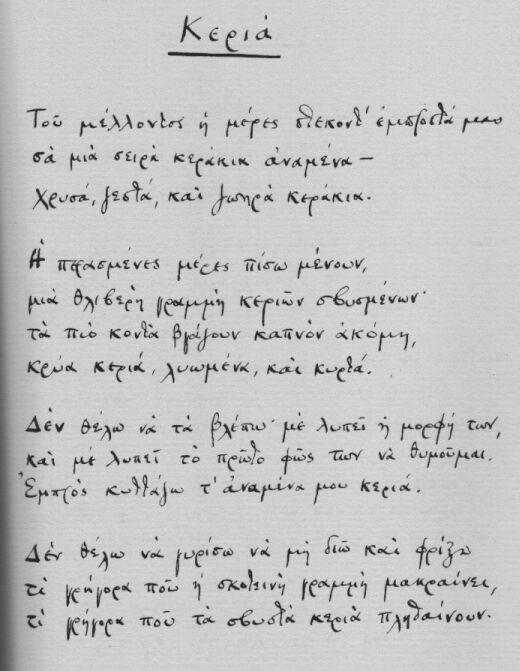
O manuscrito do poema Κεριά (Velas)

Konstantínos Kaváfis, no alfabeto grego: Κωνσταντίνος Πέτρου Καβάφης, (Alexandria, 29 de abril de 1863 – Alexandria, 29 de abril de 1933) foi um poeta grego-otomano, geralmente considerado o maior nome da poesia em idioma grego moderno. Por vezes, seu nome aparece creditado como Constantine P. Cavafy.

## Biografia
Constantine P. Cavafy (Kavafis), nasceu em Alexandria em 1863. Ainda que tivesse nascido no Egito Otomano, Kavafis pertencia a numerosa colônia helênica que floresceu nessa cidade mediterrânea. A condição de estrangeiro, na própria terra, pode ser realçada pelo fato de que conhecia muito pouco o árabe, língua materna da quase totalidade da população egípcia. Mas é sempre importante lembrar que a Alexandria, do período em que viveu Kaváfis, era cercada por um contexto social bem mais cosmopolita do que o que se apresenta em nossos dias.
O seu pai morreu em 1870, deixando a família em precária situação financeira. A sua mãe e os seus seis irmãos mudaram-se para Inglaterra dois anos depois. Devido a má administração dos bens da família por parte de um dos filhos, a família foi forçada a regressar a Alexandria, na pobreza.
Os sete anos que Kaváfis passou em Inglaterra foram importantes na formação da sua sensibilidade poética. O seu primeiro verso foi escrito em inglês (assinando 'Constantine Cavafy'), e o seu subsequente trabalho poético demonstra uma familiaridade substancial com a tradição poética inglesa, em particular as obras de William Shakespeare e Oscar Wilde.
Os anos que se seguiram, de regresso a Alexandria, representaram tempos de pobreza e desconforto, mas revelaram-se igualmente significativos no desenvolvimento da sensibilidade de Kavafis. Este escreveu os seus primeiros poemas - em inglês, francês e grego - durante este tempo, em que aparentemente também teve as primeiras relações homossexuais.
Tendo trabalhado durante trinta anos na Bolsa de Valores Egípcia, Kavafis permaneceu em Alexandria até sua morte, que ocorreu em 1933, por motivo de câncer de laringe.
Kaváfis era um cético e questionava a Cristandade, o patriotismo e a heterossexualidade. Publicou 154 poemas e cerca de mais uma dúzia permaneceram incompletos ou no esboço.

## Difusão da obra em vida
Kavafis em vida não publicou nenhum livro. Seus poemas eram distribuídos em feuilles volantes (folhas soltas) ou, então, publicados em algumas revistas literárias.
O mais próximo de um livro, foram dois opúsculos que imprimiu: o primeiro, em 1904, com dezesseis folhas e o segundo, em 1910, com vinte e quatro folhas.
Em 1935 publicou-se o livro póstumo com os 154 poemas. Esta editio princeps consistia basicamente em uma coletânea das diversas feuilles volantes que fizera o poeta greco-alexandrino. Os poemas da editio princeps acabaram por receber o nome de canônicos. Entretanto, havia outros: inéditos, inacabados, repudiados que não fizeram parte do livro de 1935. Esses poemas não foram ainda traduzidos para o português em sua totalidade.

## Traduções
- Ατελη Ποιηματα/Poemas Inacabados, Miguel Sulis (trad.),  (n.t.) Revista Literária em Tradução, nº 2 (mar/2011), Fpolis/Brasil, ISSN 2177-5141
- Poemas de K. Kaváfis, Ísis Borges da Fonseca (trad), Odysseus Editora, ISBN 85-88023-79-2
- 90 e mais quatro poemas Constantino Cavafy, Jorge de Sana (trad), Editorial Inova Limitada s.d.
- Os Poemas - Konstandinos Kavafis. Tradução de Joaquim Manuel Magalhães, Nikos Pratsinis. Lisboa, Relógio d'Água, 2005. ( EAN 9789727088454)